# Vekselstrømmens sinuskurve
|  | Denne artikel er oprettet af botten PalnaBot ud fra en ekstern database. Den kan derfor have sproglige fejl eller mangler. Denne skabelon kan fjernes efter kontrol af indholdet. |

Vekselstrømmens sinuskurve er en film instrueret af Kaj Wedell Pape, Svend Holbæk.